# Franz Salvator von Österreich-Toskana

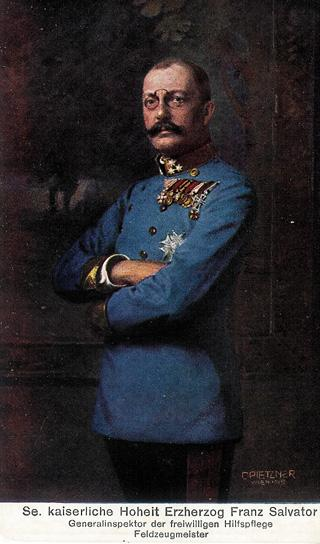
Erzherzog Franz Salvator

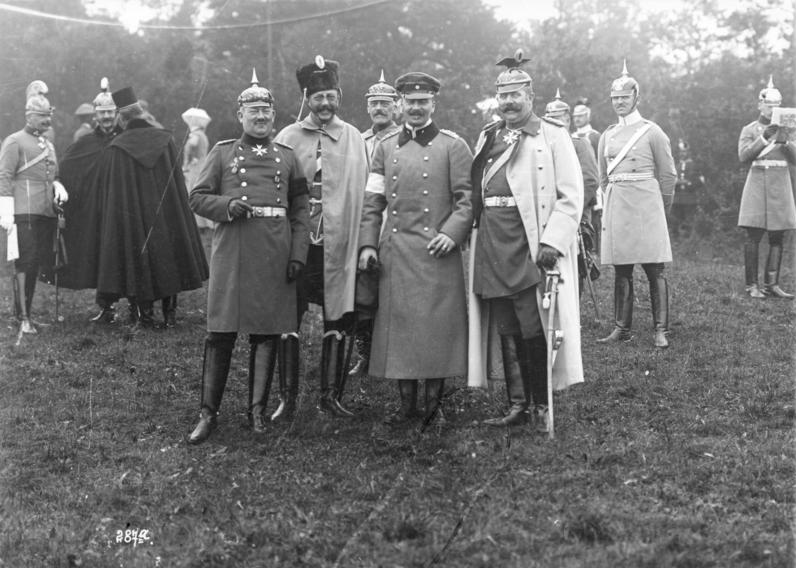
Erzherzog Franz Salvator (2.v.l.) während eines Kaisermanövers in Süddeutschland, 1909

Franz Salvator von Österreich-Toskana (* 21. August 1866 in Altmünster; † 20. April 1939 in Wien) aus dem Hause Habsburg-Lothringen (Linie Habsburg-Lothringen-Toskana) war Erzherzog von Österreich und Offizier.

## Leben
Der Erzherzog wurde auf den vollen Namen Franz Salvator Maria Joseph Ferdinand Karl Leopold Anton von Padua Johann Baptist Januarius Aloys Gonzaga Rainer Benedikt Bernhard von Österreich-Toskana getauft. Franz Salvator war der Sohn von Erzherzog Karl Salvator aus dem toskanischen Zweig der Habsburger und seiner Ehefrau Maria Immaculata von Neapel-Sizilien.
Nach dem Studium an der Theresianischen Akademie wurde Franz Salvator 1881 Leutnant des Ulanen-Regiments Nr. 6, war 1895 bei den Kaiserjägern und wechselte danach zurück zur Kavallerie. 1911 wurde er zum General der Kavallerie ernannt und war zuletzt Kommandant der Kavallerie-Division in Wien. Während des Ersten Weltkriegs diente Franz Salvator zwischen 1914 und 1918 als General-Inspektor der freiwilligen Sanitätspflege und war Protektor-Stellvertreter des Roten Kreuzes in Österreich und Ungarn. Unter der Schirmherrschaft von Franz Salvator wurde der Fechtsport in Wien ab 1895 durch die Einführung der italienischen Fechtmethode unter Luigi Barbasetti im deutschen Sprachraum reformiert.

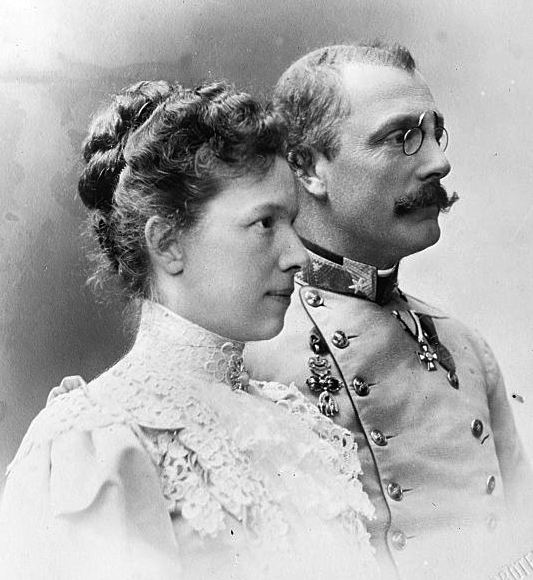
Franz Salvator und Marie Valerie

## Familie
Franz Salvator heiratete am 31. Juli 1890 in Ischl die jüngste Tochter des österreichischen Kaisers Franz Joseph I., die Erzherzogin Marie Valerie (1868–1924). Die Hochzeit fand in der Ischler Pfarrkirche statt, Anton Bruckner spielte dabei die Orgel.
Das Ehepaar hatte zehn Kinder:
- Elisabeth Franziska von Österreich-Toskana, genannt Ella (Habsburg-Lothringen, 1892–1930) ⚭ Georg von Waldburg zu Zeil und Hohenems (1878–1955)
- Franz Karl von Österreich-Toskana (Habsburg-Lothringen, 1893–1918), ledig
- Hubert Salvator von Österreich-Toskana (Habsburg-Lothringen, 1894–1971) ⚭ Prinzessin Rosemary zu Salm-Salm (1904–2001)
- Hedwig von Österreich-Toskana (Habsburg-Lothringen, 1896–1970) ⚭ Bernhard Graf von Stolberg-Stolberg (1881–1952)
- Theodor Salvator von Österreich-Toskana (Habsburg-Lothringen, 1899–1978) ⚭ Maria Theresa von Waldburg-Zeil-Trauchburg (1901–1967). Inhaber des Schlosses Wallsee[3]
- Gertrud von Österreich-Toskana (Habsburg-Lothringen, 1900–1962) ⚭ Georg von Waldburg zu Zeil und Hohenems (1878–1955), Witwer nach Ella von Österreich-Toskana (Habsburg-Lothringen, * 1892; † 1930)
- Maria von Österreich-Toskana (Habsburg-Lothringen, 1901–1936), ledig
- Clemens Salvator von Österreich-Toskana (Habsburg-Lothringen, 1904–1974) ⚭ Elisabeth Rességuier de Miremont (1906–2000), Namensänderung 1930 auf „Altenburg“
- Mathilde Maria Antonia Ignatia von Österreich-Toskana (Habsburg-Lothringen, 1906–1991)[4] ⚭ Ernst Hefel (1888–1974)
- Agnes von Österreich-Toskana (Habsburg-Lothringen, * † 1911)[5]

Franz Karl (1893–1918), der älteste Sohn, starb unverheiratet und kinderlos. Clemens Salvator (1904–1974) erklärte nach dem Ersten Weltkrieg seinen Austritt aus dem Haus Habsburg-Lothringen.
Die Ehe, die am Anfang harmonisch war, wurde mit der Zeit schlechter und Franz Salvator begann sich nach anderen Frauen umzusehen. Er hatte eine Affäre mit Stephanie Richter (1891–1972) und war der Vater des nach ihrer Hochzeit mit Friedrich Franz zu Hohenlohe-Waldenburg-Schillingsfürst geborenen Sohnes Franz Josef zu Hohenlohe-Schillingsfürst (1914–2008). Franz Salvator erkannte Franz Josef noch zu Lebzeiten seiner Frau als außerehelichen Sohn an.
Im Jahre 1934, 10 Jahre nach Marie Valeries Tod, heiratete Franz Salvator Melanie von Risenfels (1898–1984), Tochter des letzten Freiherrn von Risenfels. Franz Salvator ist bestattet in der Gruft der Inhaber von Schloss Wallsee an der Pfarrkirche Sindelburg.

## Auszeichnungen
- Dr. h. c. der Universität Innsbruck
- Großkreuz des St.-Stephan-Ordens